# لوون تر-پتروسیان
لوون آ. تر-پتروسیان (به ارمنی: Լևոն Տեր-Պետրոսյան); زاده ۹ ژانویه ۱۹۴۵ سیاست‌مدار ارمنی است که از ۱۱ نوامبر ۱۹۹۱ تا ۳ فوریه ۱۹۹۸ (میلادی) نخستین رئیس‌جمهور ارمنستان بود.

## زندگی‌نامه
او در سوریه و در خانواده‌ای ارمنستانی-سوریه‌ای و کمونیست به دنیا آمد. پدرش از بنیان‌گذاران حزب کمونیست لبنان و حزب کمونیست سوریه بود. آن‌ها در سال ۱۹۴۶، یک سالگی لوون به ارمنستان کوچ کردند.
او به دلیل مشکلات اقتصادی و سیاسی فراوان در ۱۹۹۸ (میلادی) استعفا داد و جای خود را به روبرت کوچاریان داد. او از حزب «جنبش ملی پان ارمنی» است.